# Баранов, Иван Анисимович
Иван Анисимович Баранов (21 ноября 1919, Осташковский уезд, Тверская губерния — 21 августа 2006, Андреаполь, Тверская область) — разведчик 18-й гвардейской разведывательной роты 2-й гвардейской стрелковой дивизии, гвардии старший сержант — на момент представления к награждению орденом Славы 1-й степени.

## Биография
Родился 21 ноября 1919 года в деревне Церковище, по другим данным 15 августа в деревне Синцово. Окончил 4 класса. Работал в колхозе «Синцово» того же района.
В 1939 году был призван в Красную Армию Ленинским райвоенкоматом. В боях Великой Отечественной войны с июне 1941 года. В составе 372-й стрелковой дивизии оборонял город Калинин. Затем воевал в 334-й стрелковой дивизии. В марте 1942 года в боях в районе города Велиж был ранен, считался погибшим. После выздоровления вернулся на фронт. К осени 1944 года ефрейтор Баранов — пулемётчик 510-го стрелкового полка 154-й стрелковой дивизии.
20-22 ноября 1944 года в боях в районе хутора Глазниэки пулемётчик ефрейтор Баранов поразил свыше 10 вражеских солдат. Был ранен. Приказом от 22 декабря 1944 года ефрейтор Баранов Иван Анисимович награждён орденом Славы 3-й степени.
После госпиталя вернулся на фронт в начале 1945 года. В дальнейшем воевал в разведке — в 18-й гвардейской разведывательной роте 2-й гвардейской стрелковой дивизии. Особо отличился в боях в Восточной Пруссии. 18 февраля 1945 года, находясь с разведывательной группой в засаде у населенного пункта Роминтен, Баранов уничтожил 6 противников и гранатой поджег БТР противника. 21 февраля в районе города Магген во время разведки в тылу врага сразил 3-х противников. Затем умело прикрывал отход группы захвата, подавив пулемётную точку. Приказом от 21 марта 1945 года гвардии сержант Баранов Иван Анисимович награждён орденом Славы 3-й степени, повторно.
8 апреля 1945 года в районе юго-западнее города Кёнигсберг разведчик Баранов вместе с бойцами истребил свыше 10 противников и столько же пленил, подавил несколько огневых точек, подорвал 2 вражеских автомобиля с боеприпасами. К тому времени на его счету было около 40 «языков». Приказом от 25 мая 1945 года гвардии старший сержант Баранов Иван Анисимович награждён орденом Славы 2-й степени.
В 1945 году старшина Баранов демобилизован. Вернулся на родину.
Указом Президиума Верховного Совета СССР от 20 декабря 1951 года в порядке перенаграждения Баранов Иван Анисимович награждён орденом Славы 1-й степени. Стал полным кавалером ордена Славы.
Работал на молочной ферме в колхозе. Член КПСС с 1953 года. Последние годы жил в городе Андреаполь. Скончался 21 августа 2006 года.

## Награды
- орден Отечественной войны 1-й степени
- орден Красной Звезды
- орден Славы 3-х степеней
- медали, в том числе три — «За отвагу».